# Hypsiboas albopunctatus
Hypsiboas albopunctatus là một loài ếch thuộc họ Nhái bén.
Loài này có ở Argentina, Bolivia, Brasil, Paraguay, và Uruguay.
Môi trường sống tự nhiên của chúng là xavan ẩm, vùng cây bụi ẩm khu vực nhiệt đới hoặc cận nhiệt đới, vùng cây bụi nhiệt đới hoặc cận nhiệt đới vùng đất cao, sông có nước theo mùa, hồ nước ngọt có nước theo mùa, đầm nước ngọt, đầm nước ngọt có nước theo mùa, và các vùng đô thị.

## Hình ảnh

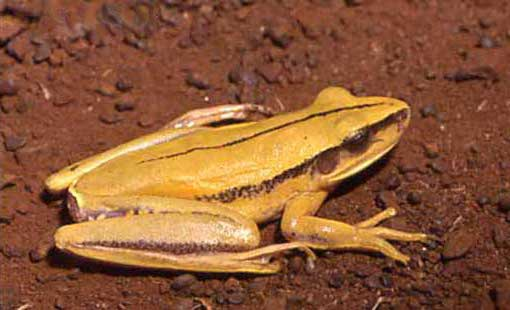
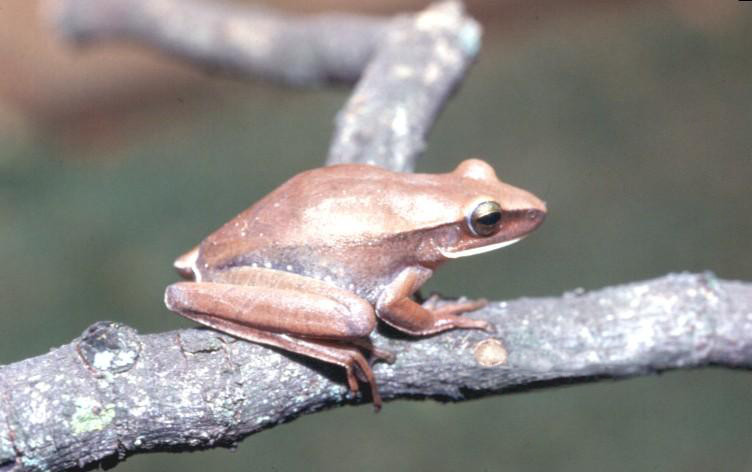
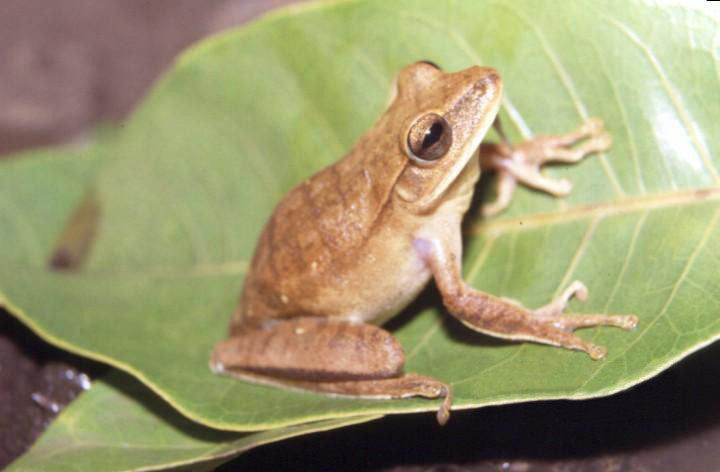